# Bai Juyi
Bai Juyi (Xinzheng, Henan, China; 772 - 846) fue uno de los más grandes poetas de la dinastía Tang (618 - 907) junto con Li Po (701 - 762) y Du Fu (712 - 770). Era un funcionario del gobierno que se metió en problemas con las autoridades en innumerables ocasiones por no seguir las reglas o no hacer como sus superiores pensaban que debería. Bai Juyi no se molestaba en seguir las reglas porque sentía que estas eran tontas e ilógicas, ya que antes de ser un funcionario público era un poeta que seguía lo que le dictaba su corazón. A diferencia de Li Po, Bai Juyi no es muy conocido en Occidente, pero su popularidad era superior entre las élites dominantes en China. Es especialmente conocido por su poema Canción del dolor eterno (también conocido como El remordimiento permanente o La canción del pesar eterno) que llegó a ser muy popular cuando se publicó en c. 806 y lo sigue siendo hoy en día. En China, el poema todavía es lectura obligatoria en las escuelas.
El sencillo estilo de escritura de Bai Juyi, conocido como Yuanhe, era accesible y atractivo para las masas (aunque no tanto para los críticos) y debido a esto, y a su hábito de publicar y distribuir su propio trabajo, la mayoría de sus poemas han sobrevivido a través de los siglos y hasta hoy siguen siendo admirados.

## Primeros años
Bai Juyi nació en el condado de Xinsheng cerca de la moderna capital actual de la provincia de Henan, Zhengzhou, en 772. Descendía de una larga línea de académicos y funcionarios de gobierno. Su familia era pobre y luchaba por ganarse la vida, pero se aseguraron de que Bai recibiera una educación. A la edad de doce años ya estaba escribiendo poesía, cuando su familia se mudó a otra provincia debido a la agitación política en su propio condado.
A la edad de dieciséis años, Bai viajó a Chang'an, la capital de la dinastía Tang, para presentar su poesía a un conocido poeta llamado Gu Kuang. Gu quedó impresionado con su trabajo y le recomendó que pasara el examen imperial para poder trabajar en el gobierno. Muchos poetas trabajaban para el gobierno porque era un trabajo estable que podían realizar fácilmente y les daba tiempo para escribir sus poemas. Mientras Bai estaba estudiando para los exámenes, su padre murió y la familia no tenía otros medios de apoyo. Bai se apresuró a estudiar con la esperanza de conseguir un trabajo para ayudar a su familia, pero terminó fallando el examen. Tomó los tres años requeridos de luto por su padre y se exilió a su casa ancestral en el río Wei, justo a las afueras de Chang'an. Se dedicó a la poesía, y fue durante este tiempo, c. 806, que escribió la Canción del dolor eterno. Cuando sus tres años de duelo terminaron, volvió a Chang'an para hacer nuevamente el examen el cual pasó a la edad de 20 años.
Tomó un trabajo como archivero y se hizo amigo de otros jóvenes poetas que habían pasado recientemente el examen. Uno de éstos era Yuan Zhen (779 - 831) el escritor, poeta, y erudito famoso que sería el amigo más cercano de Bai. Yuan Zhen y Bai Juyi eran muy francos y preocupados por la injusticia social y la corrupción política dominante. Aunque ambos trabajaban para el gobierno, no les importaba criticar a los funcionarios de mayor rango que sentían que estaban abusando de sus posiciones. Yuan Zhen fue más sutil en su escritura y ofreció sugerencias para mejorar la situación, pero Bai Juyi expresó sus sentimientos claramente en su poesía y esto le causó problemas más de una vez.

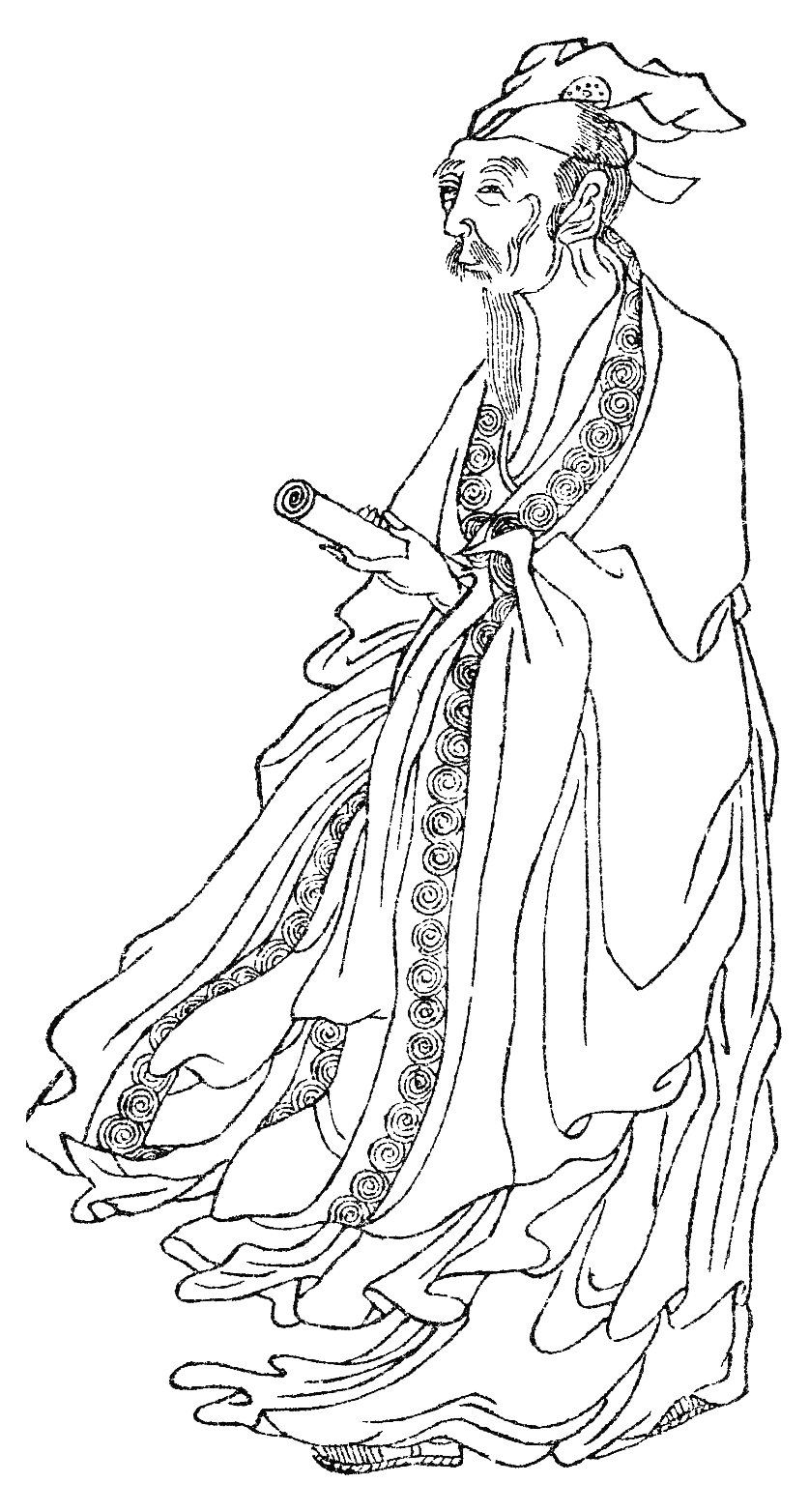
Bai Juyi.

## Poesía y exilio
Escribió un poema llamado Para detener la guerra en respuesta a lo que consideraba un conflicto innecesario y criticó a varios funcionarios que eran de rango más alto que él. Cuando el primer ministro Wu Yuanheng fue asesinado en 815, Bai escribió un poema elogiándolo sin esperar a que aquellos en posiciones más altas expresaran sus sentimientos primero. Esta violación del protocolo le hizo más enemigos, que tomaron la primera oportunidad que encontraron para exiliarlo.
La madre de Bai murió en 815 al caer en un pozo del jardín mientras miraba algunas flores. Poco después de esto, y antes de renunciar a su cargo para observar los tres años de duelo, Bai publicó dos poemas, Admirando las flores y El nuevo pozo que sus enemigos afirmaban eran violaciones de la piedad filial porque estaba usando la muerte de su madre para su propia ganancia. Bai fue encontrado culpable, degradado y exiliado a la ciudad de Xun Yang en el río Yangtse. Aquí se dedicó de nuevo a la poesía y, cuando terminó su tiempo de luto y exilio, visitó a Yuan Zhen (que también estaba en el exilio) en Yichang. Su tiempo juntos explorando cuevas y bebiendo cerveza y vino por el río se convirtió en el tema de una serie de poemas posteriores de Bai y, juntos, perfeccionaron el estilo Yuanhe de escritura al cual están asociados.

## Trabajo y fama
En 819, Bai fue llamado de nuevo a Chang'an para tomar un puesto como secretario del gobierno. Llevó a cabo esta posición por algunos años sin ningún apuro, pero en 821 escribió varios poemas que criticaban al emperador Muzong, bajo la idea de que toda la corte del gobierno de Muzong era corrupta, y el emperador mismo no hacía más que beber todo el día y disfrutar con sus concubinas. Los poemas de Bai Juyi no eran lo suficientemente críticos como para justificar un exilio o un castigo más serio, pero todavía se consideraban irrespetuosos. Fue enviado lejos de la corte en Chang'an a Zhongzhou en la provincia de Sichuan para tomar una posición menor como Gobernador de la Prefectura.
Para entonces, la poesía de Bai se había vuelto muy popular. Él escribía en un estilo fácil que la gente común podía entender. Se decía que leía su poesía a sus criados analfabetos, y si hubiera una palabra o una línea que no entendieran de inmediato, la simplificaba. Aunque la gente amaba su poesía, muchos críticos no lo hicieron; Y por las mismas razones. Los críticos literarios de la época sentían que su poesía era demasiado sensual y sencilla y despertaba emociones en lugar de ofrecer una experiencia armoniosa. Bai no les prestó atención y continuó imprimiendo y distribuyendo su obra al público general.
Fue nombrado gobernador de Hangzhou en 822 y actuó en interés del pueblo sin seguir el protocolo o buscar el consejo de los magistrados de rango superior. Los campesinos que vivían alrededor del área conocida como Lago del Oeste dependían de un suministro constante de agua para sus cultivos, pero, debido a que los funcionarios locales habían sido corruptos, el dique que regulaba el agua se había derrumbado. Cuando Bai llegó, vio que la gente sufría todos los días debido al dique arruinado, así que mandó reconstruirlo de tal manera que fuera mejor que el anterior. También ordenó construir una pasarela a través del dique para que la gente ya no tuviera que pagar los altos precios del barquero local para cruzar el lago.
Bai pasaba su tiempo libre escribiendo poesía y visitando a Yuan Zhen, quien tenía una posición de gobierno cerca. También había sido promovido a la posición de tutor imperial con un salario significativo. Estuvo casado durante ese tiempo, aunque el nombre de su esposa es desconocido. En 829, su hijo de dos años murió y Yuan Zhen murió poco después en 831. El tiempo de Bai como gobernador había terminado y se retiró a una finca en Luoyang. En algún momento después de la muerte de su hijo y su retiro, su esposa debe haber muerto porque no hay ninguna mención de ella después.

## Retiro y muerte
Bai Juyi tenía un gran aprecio por la naturaleza e insistió en que su propiedad fuera principalmente jardines. El estudioso Charles Benn escribe: 

Los cuartos residenciales ocupaban sólo el 18% de la propiedad de casi dos hectáreas y media, y el resto del campo era un jardín con un lago (29% de la tierra) y un enorme arbolado de bambú (53% de la tierra)... Después de retirarse de su cargo, se dedicó a la renovación de su jardín. Construyó un granero que podía almacenar hasta 1700 bushels de grano, una biblioteca para su enorme colección de libros, un pabellón para las fiestas, y tenía tres montañas artificiales formadas en su lago como símbolo de la tierra de los dioses.
(92)

En los últimos años de su vida, Bai entretenía a sus amigos y escribía poesía. Sus poemas fueron copiados y distribuidos por toda la región. Sus dos canciones más conocidas, Canción del dolor eterno y canción del pipero ya eran famosas y disponibles en librerías y bibliotecas. Sus fiestas se convirtieron en acontecimientos importantes que Benn describe:

Cada vez que hacía una fiesta, él y sus invitados iban a navegar en sus embarcaciones de recreo. Amarrados detrás de la embarcación había 110 sacos impermeables que contenían cebada y carne asada. Cada vez que el grupo agotaba el contenido de una bolsa, los asistentes del poeta recuperaban otra para el placer de sus huéspedes. Bai también tenía una orquesta de diez cantantes, bailarines, y músicos. Cuando el rasgueo de la cítara había terminado y sus huéspedes estaban alegremente borrachos, él enviaba a los animadores a los pabellones en las islas del lago para realizar la sección introductoria de la "La falda del arcoiris", una pieza famosa de la música popular.
Benn, C, Daily Life in Traditional China (Greenwood Press, 2001)

Después de su retiro del gobierno, Bai se refirió a sí mismo como un ermitaño, pero siguió entreteniendo a los amigos y escribiendo poesía hasta que sufrió un derrame cerebral en 839. Su poesía se vuelve más sombría después de esto, y tuvo que dejar de entretener a sus invitados. Murió en 846 a la edad de 75 años. Solicitó una tumba sencilla cerca de uno de los monasterios locales, pero fue enterrado cerca de las cuevas de Longmen, en las famosas grutas de los cien budas y honrado con un monumento.

## Poesía y legado
Bai Juyi escribió casi 3000 poemas en su vida la mayoría de los cuales fueron preservados porque eran populares. Es conocido como el "Poeta del Pueblo" de la dinastía Tang porque, a diferencia de Li Po o Du Fu, su trabajo era accesible a todos y su temática se consideraba fuera de los principios confucianos de la poesía respetable.
El erudito Rewi Alley, traductor de las obras más conocidas de Bai Juyi en inglés, escribe:

Bai lamentó no haber escrito más poemas sobre temas sociales y no haber elaborado los que escribió con mayor convicción. Sin embargo, uno sospecharía que una serie de poemas de Bai y Yuan sobre crítica social fueron eliminados de sus obras recogidas por compiladores posteriores. De hecho, la mayoría de los poemas de Yuan en este género se han perdido, aunque muchos folios de Bai Juyi han llegado hasta nosotros. Es interesante notar, que la costumbre de conceder un título póstumo a los poetas consagrados le fue negada a Bai por el emperador. Esto sugiere que sus poemas sociopolíticos habían dejado su marca después de todo.
Alley, R, Bai Juyi: 200 Selected Poems (New World Press, 1983)

Bai sintió que el propósito de la poesía, o cualquier escritura, era promover la justicia social y la comprensión. Alley escribe que "tenía la convicción de que la función básica de la poesía era didáctica: "informar a la clase dirigente del estado de la vida del pueblo" (6). Ni siquiera consideró su poema más famoso, Canción del dolor eterno, como uno de sus mejores, porque trataba de la realeza y la guerra en lugar de la clase obrera y sus luchas por poseer vidas dignas bajo gobiernos corruptos.
La Canción del dolor eterno es un relato romántico de la trágica historia de amor entre el emperador Tang Xuanzong (712 a 756) y la dama Yang. Cuando la rebelión de An Lushan estalló durante el reinado de Xuanzong, la señora Yang y su familia fueron culpados. Los comandantes militares de Xuanzong se negaron a ayudar a detener la rebelión a menos que Yang y su familia fueran ejecutados, lo cual se hizo finalmente. En el poema, este evento se sitúa en la dinastía Han (206 a. C.-220 d. C.) para hacerla más romántica. La historia es la misma, sin embargo: el emperador debe permitir que su amor verdadero sea ejecutado para ganar la guerra. A pesar de que el poema toca muchos temas que Bai exploraba con regularidad, trata con personajes y situaciones más complejas que aquellas que él consideraba sus mejores obras.
No todos de los poemas de Bai Juyi son trágicos. Su poema corto sobre la lectura de las obras de Laozi no sólo es divertido, sino que plantea un punto de vista excelente. El filósofo Laozi (también conocido como Lao-tzu o Lao-tse) es famoso por la línea, "Los que hablan no saben, los que saben no hablan". Y sin embargo es supuestamente el autor del Tao Te Ching, una obra de 5000 palabras sobre el taoísmo. Bai Juyi dice lo que mucha gente debe haber pensado a lo largo de los años sobre este poema:

Me han contado que según Laozi
Los que hablan no saben nada,
Mientras que aquellos 
con el conocimiento real callan;
La gente dice que Laozi
realmente era un sabio; entonces por qué,
¿Escribió esas cinco mil palabras?

Sus otros poemas a veces son descripciones tranquilas de una escena o paisaje, reflexiones sobre la familia y los amigos o acerca de un nuevo trabajo, imágenes con palabras de la vida de la clase obrera o simplemente observaciones sobre la vida. En su poema Casa Embrujada reflexiona sobre la manera en que las personas tontas tienen un miedo infundado hacia las casas porque "es un hombre el que crea las situaciones peligrosas, una casa por sí misma no puede" (Alley, 108). La gente de la época de Bai Juyi tenía un profundo temor a los fantasmas y de los problemas que podían causar a los vivos. Bai Juyi estaba pues escribiendo en contra de la tradición al criticar la creencia en fantasmas y los lugares embrujados. Él iba en contra de la costumbre en casi todo lo que hacía.
El estilo poético creado por Bai Juyi y compartido con Yuan Zhen llegó a ser conocido como Yuanhe, que es una forma simple y directa de escribir que se comunica instantáneamente sin depender mucho del simbolismo o la alusión. Este estilo influyó en todos los poetas posteriores a él en diferentes grados y tuvo un gran impacto en la literatura japonesa. El cuento de Genji de la Dama Murasaki, la gran novela clásica de Japón, cita el trabajo de Bai Juyi varias veces y su estilo también coincide con el suyo. El mayor legado de Bai, sin embargo, no fue solo crear un estilo importante e influyente de poesía, sino hacer aceptable que los poetas escribieran sobre la vida real de forma realista en lugar de mostrar la vida como la gente quería o deseaba que fuera.